# Пуассон, Давид
Дави́д Пуассо́н (фр. David Poisson; 31 марта 1982 года, Анси, Франция — 13 ноября 2017 года, Накиска, Канада) — французский горнолыжник, бронзовый призёр чемпионата мира 2013 года в скоростном спуске, участник Олимпийских игр 2010 и 2014 годов. Специалист скоростных дисциплин.

## Карьера
В Кубке мира Пуассон дебютировал в 2004 году, в феврале 2008 года впервые попал в десятку лучших на этапе Кубка мира. Всего в 2008—2016 годах 11 раз попадал в десятку лучших на этапах Кубка мира, все — в скоростном спуске. Лучшим достижением в общем зачёте Кубка мира для Пуассона является 50-е место в сезоне 2012/13. Единственный подиум этапа Кубка мира завоевал в сезоне 2015/16, став третьим в скоростном спуске на этапе в Санта-Катерине.
На Олимпиаде-2010 в Ванкувере, стартовал в двух дисциплинах: скоростной спуск — 7-е место, супергигант — не финишировал.
В 2014 году на Олимпийских играх в Сочи стал 16-м в скоростном спуске и 17-м в супергиганте.
За свою карьеру участвовал в 4 чемпионатах мира, в 2005 году занял 9-е места в скоростном спуске и супергиганте, в 2009 году был 34-м в супергиганте и не финишировал в скоростном спуске, в 2013 году выиграл бронзу в скоростном спуске. В 2015 году стал 14-м в скоростном спуске.
Использовал лыжи и ботинки производства фирмы Salomon.

## Смерть
Трагически погиб 13 ноября 2017 года в результате несчастного случая во время тренировки.